# Rakymżan Szajachmetow
Rakymżan Omaruły Szajachmetow, ros. Рахимжан Омарович Шаяхметов (ur. 7 listopada 1916 w aule Saryterek w obwodzie semipałatyńskim, zm. 31 stycznia 1998) – radziecki i kazachski polityk.
1939 ukończył Instytut Weterynaryjny w Ałma-Acie, pracował jako zootechnik w truście sowchozów w Pawłodarze, dyrektor międzykołchozowej szkoły, później zastępca dyrektora trustu sowchozów. Od 1940 w WKP(b), od 1942 zastępca kierownika, później kierownik wydziału Komitetu Obwodowego Komunistycznej Partii (bolszewików) Kazachstanu w Pawłodarze, 1947–1948 zastępca kierownika wydziału hodowli i zastępca sekretarza Komitetu Obwodowego KP(b)K w Kyzył-Ordzie. W 1948 zastępca kierownika wydziału rolnego Komitetu Obwodowego KP(b)K w Kyzył-Ordzie, 1948–1951 zastępca przewodniczącego Komitetu Wykonawczego Rady Obwodowej w Kyzył-Ordzie, 1951–1955 zastępca przewodniczącego Komitetu Wykonawczego Akmolińskiej Rady Obwodowej, 1955–1960 sekretarz Komitetu Obwodowego KPK w Akmole (obecnie Astana). Od sierpnia 1960 do czerwca 1962 przewodniczący Komitetu Wykonawczego Wschodniokazachstańskiej Rady Obwodowej, 1962–1963 II sekretarz Zachodniokazachstańskiego Komitetu Obwodowego KPK, od 1963 do grudnia 1964 przewodniczący Komitetu Wykonawczego Zachodniokazachstańskiej Rady Krajowej. Od grudnia 1964 do listopada 1965 II sekretarz Komitetu Obwodowego KPK w Aktobe (Aktiubińsku), 1965–1971 przewodniczący Komitetu Wykonawczego Rady Obwodowej w Celinogradzie (obecnie Astana), 1971–1976 zastępca ministra przemysłu mięsnego i mleczarskiego Kazachskiej SRR, następnie na emeryturze.

## Odznaczenia
- Order Rewolucji Październikowej
- Order Czerwonego Sztandaru Pracy (dwukrotnie)
- Order Przyjaźni Narodów